# 60 Minutes

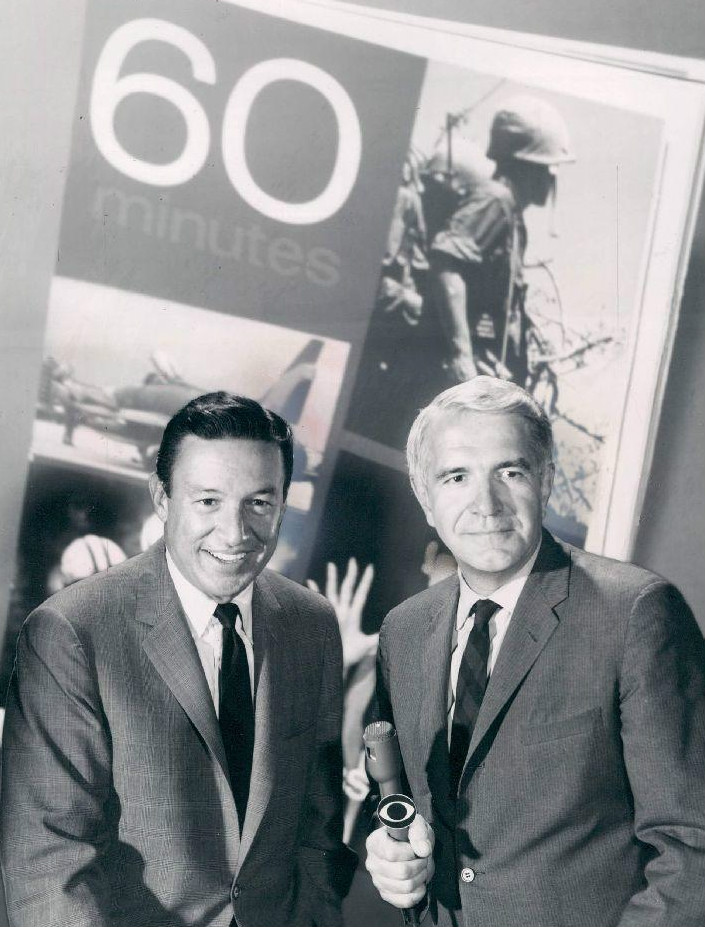
Mike Wallace y Harry Reasoner, los primeros presentadores de 60 Minutes en 1968.

60 Minutes es un programa de televisión creado por el productor Don Hewitt y producido el canal de televisión estadounidense CBS, con formato de análisis e información periodística. Desde el 24 de septiembre de 1968, día que se emitió su primera edición con Harry Reasoner y Mike Wallace como presentadores, ha tenido gran éxito en los Estados Unidos. El programa presenta tres reportajes de actualidad en cada edición.
El programa comenzó en 1968 como un programa de televisión quincenal presentado por Mike Wallace y Harry Reasoner. Los dos se sentaban en lados opuestos del plató de color crema, aunque el color del plató se cambió más tarde a negro, el color que aún se utiliza. El programa utilizaba un gran cronómetro durante los periodos de transición y resaltaba sus temas mediante croma; ambas técnicas se siguen utilizando. En 1972, el programa comenzó a emitirse de 18:00 a 19:00 horas, Eastern time, aunque a veces este horario se veía interrumpido por la retransmisión de partidos de la NFL los domingos. Desde entonces, el programa ha mantenido generalmente el formato de los domingos por la noche, aunque la hora de inicio se ha desplazado ocasionalmente. Por lo general, el programa comienza a las 7:00 p. m. hora del Este. Si esa tarde se emite algún programa deportivo, 60 Minutos comienza a las 7:30 p. m., hora del Este, o al final del partido.
El programa está conducido por corresponsales que no comparten pantalla entre sí. Los presentadores a tiempo completo son Lesley Stahl, Scott Pelley y Bill Whitaker. Se han hecho varios spinoffs, incluidos formatos internacionales del programa. Está disponible en Paramount+.

## Historia de la emisión

### Primeros años
El diseño Aristo (Heuer) apareció por primera vez en 1978. El 29 de octubre de 2006, el fondo cambió a rojo, el color del texto del título cambió a blanco y el cronómetro se desplazó a la posición vertical. Esta versión se utilizó desde 1992 hasta 2006 (el tipo Square 721 se cambió en 1998)]].
El programa empleaba un formato de magazine similar al del programa canadiense W5, que se había estrenado dos años antes. Fue pionero en muchos de los procedimientos y técnicas más importantes del periodismo de investigación, como la reedición de entrevistas, las cámaras ocultas y las visitas de "periodismo de pillada" al domicilio u oficina de un sujeto de investigación. Programas similares surgieron en Australia y Canadá durante la década de 1970, así como en los informativos de las televisiones locales.
Inicialmente, 60 Minutes se emitió como un programa quincenal conducido por Mike Wallace y Harry Reasoner que debutó el 24 de septiembre de 1968 y alternaba semanas con otras producciones de CBS News los martes por la noche a las 22:00 horas Eastern Time. La primera edición, descrita por Reasoner en la apertura como una "especie de revista para televisión", presentaba los siguientes segmentos:
1. Una mirada al interior de los cuarteles generales de los candidatos presidenciales Richard Nixon y Hubert Humphrey durante las convenciones nacionales de sus respectivos partidos ese verano;
2. Comentarios de los escritores europeos Malcolm Muggeridge, Peter von Zahn y Luigi Barzini Jr. sobre el sistema electoral estadounidense;
3. Un comentario del columnista de humor político Art Buchwald;
4. Una entrevista con el entonces Fiscal General de los Estados Unidos Attorney General Ramsey Clark sobre la brutalidad policial;
5. "Una digresión", una breve pieza con guion en la que dos hombres con siluetas (uno de ellos Andy Rooney) discuten la campaña presidencial;
6. Una versión abreviada de un cortometraje de Saul Bass ganador de un Premio de la Academia, Por qué crea el hombre; y
7. Una meditación de Wallace y Reasoner sobre la relación entre percepción y realidad. Wallace dijo que el programa pretendía "reflejar la realidad".

El primer croma de portada de revista fue una foto de dos policías con casco (para el segmento de la entrevista a Clark). Wallace y Reasoner se sentaban en sillas en lados opuestos del plató, que tenía un telón de fondo de color crema; el más famoso telón de fondo negro (que aún se utiliza a 2020) no apareció hasta el año siguiente. El logotipo era de tipo Helvetica con la palabra "Minutes" escrita en minúsculas; el logotipo más asociado con el programa (en tipo Square 721 con "Minutes" escrito en mayúsculas) no apareció hasta 1974. Además, para ampliar el motivo de la revista, los productores añadieron un "Vol. xx, No. xx" a la visualización del título en el croma; modelado a partir de las identificaciones del número de volumen y número que aparecen en las revistas impresas, esto se utilizó hasta alrededor de 1971. El cronómetro, sin embargo, no apareció en la emisión inaugural; no debutaría hasta varios episodios más tarde. La comida para perros Alpo fue el único patrocinador del primer programa.
Don Hewitt, que había sido productor del programa CBS Evening News con Walter Cronkite, buscó a Wallace como contraste estilístico con Reasoner. Según un historiador del programa, la idea del formato era convertir a los presentadores en reporteros, presentar siempre historias de importancia nacional pero centradas en personas implicadas o en conflicto con esos temas, y limitar el tiempo de emisión de los reportajes a unos 13 minutos.  Sin embargo, la temporada inicial se vio afectada por la falta de confianza de la cadena, ya que el programa no obtuvo índices de audiencia muy superiores a los de otros documentales de CBS News. Por regla general, en aquella época, los programas informativos en prime time perdían dinero; las cadenas programaban principalmente programas de public affairs en horario de máxima audiencia para reforzar el prestigio de sus departamentos de noticias y aumentar así los índices de audiencia de los noticiarios vespertinos, que eran vistos por mucha más gente que los documentales y similares. 60 Minutos" sufrió ese estigma durante sus tres primeros años.
Los cambios en 60 Minutos llegaron bastante pronto en la historia del programa. Cuando Reasoner dejó la CBS para copresentar ABC el noticiario vespertino de ABC (volvería a la CBS y a 60 Minutos en 1978), Morley Safer se unió al equipo en 1970, y asumió las tareas de Reasoner de informar sobre historias menos agresivas. Sin embargo, cuando Richard Nixon empezó a poner en el punto de mira el acceso a la prensa y a los reportajes, incluso Safer, antiguo jefe de la oficina de CBS News en Saigón y Londres, empezó a hacer reportajes de investigación "duros", y sólo durante la temporada 1970-71, 60 Minutos informó sobre bombas de racimo, el Ejército de Vietnam del Sur, evasores del servicio militar, Nigeria, Oriente Próximo e Irlanda del Norte. 

### Efectos de la regla de acceso al prime time y años posteriores

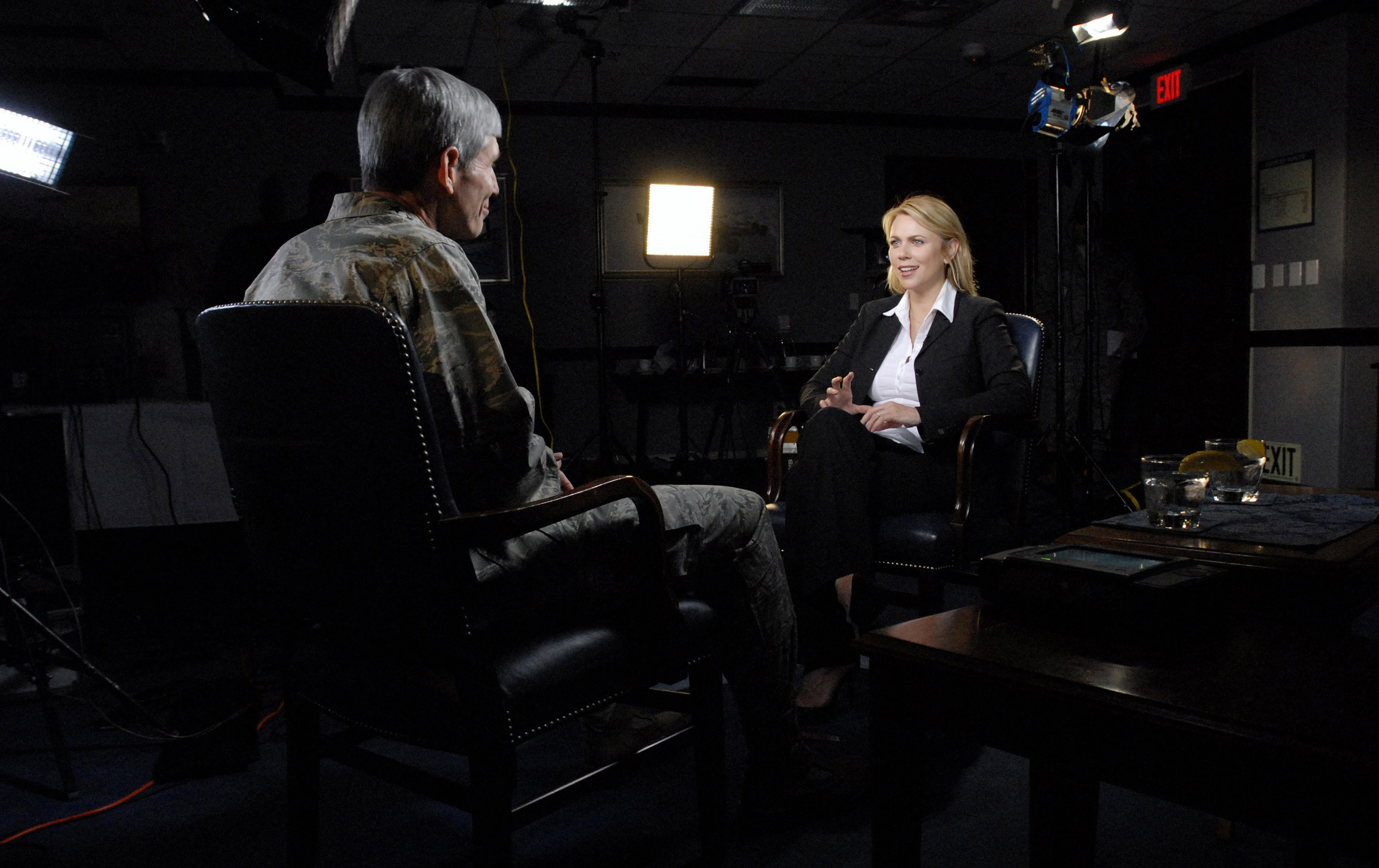
General Norton A. Schwartz Jefe de Estado Mayor de las Fuerzas Aéreas en una entrevista con Lara Logan, 15 de abril de 2009

En 1971, la Comisión Federal de Comunicaciones (FCC) introdujo la Regla de Acceso al Prime Time, que liberaba a las cadenas locales afiliadas en los 50 mercados más importantes (en la práctica, a toda la cadena) para tomar media hora del prime time de las cadenas de lunes a sábado y una hora completa los domingos. Como casi todas las filiales consideraron que los costes de producción del objetivo de la FCC de aumentar la programación de asuntos públicos eran muy elevados y los índices de audiencia (y, por asociación, los ingresos publicitarios) bajos, por lo que no resultaba rentable, la FCC creó una excepción para los programas de noticias y asuntos públicos producidos por las cadenas. Tras un paréntesis de seis meses a finales de 1971, la CBS encontró un lugar preferente para 60 Minutos en una parte de ese horario desplazado, de 18:00 a 19:00 hora del Este (de 17:00 a 18:00 hora del Centro) los domingos de enero de 1972.

## Reporteros

### Actualmente
- Steve Kroft (1989–) (Edición central, lunes,  miércoles y viernes)
- Lara Logan (2005–) (Edición central)
- Scott Pelley (2003–) (Edición de mediodía)
- Morley Safer (1970–) (Edición de mediodía)
- Bob Simon (1996–) (Edición de medianoche hasta 2015, actualmente: edición central los jueves, edición de mediodía y central los fines de semana)
- Lesley Stahl (1991–) (Edición de medianoche)
- Katie Couric (Desde septiembre de 2006) (Edición de medianoche los fines de semana)
- Anderson Cooper (Desde septiembre de 2006) (Edición de medianoche los fines de semana y edición central, en reemplazos)

### Anteriormente
- Ed Bradley (1981–2006)
- Christiane Amanpour (1996-2005)
- Dan Rather (1975–1981, 2005–2006)
- Harry Reasoner (1968–1970, 1978–1991)
- Diane Sawyer (1984–1989)
- Meredith Vieira (1989–1991)
- Mike Wallace (1968–2006)

## Otras versiones
El éxito de 60 Minutes ha sido tal que se han realizado adaptaciones en diversos países: 

### Argentina
En 1979, Argentina Televisora Color (ATC) creó el noticiero 60 minutos, conducido por José Gómez Fuentes, Silvia Fernández Barrio y María Larreta. Con la dirección periodística de Horacio Larrosa, el programa se convirtió en la herramienta de comunicación y el espacio de toma de posición de las Fuerzas Armadas y la sociedad civil.
En abril de 1982, durante la guerra de Malvinas, la televisión y en especial "60 minutos" jugaron un papel importante en la sociedad argentina, ya que fueron los voceros oficiales de lo que pasaba en las Islas. El 2 de abril se transmitió el desembarco, y a partir del 12 de abril, ATC se instaló en Malvinas para transmitir en directo con la cobertura del periodista Nicolás Kasanzew. Terminó de emitirse en 1983.

### Australia
La versión australiana de 60 Minutes fue estrenada el 11 de febrero de 1979 y se emite los domingos por la noche en la cadena Nine Network. 
Sus reporteros son: 
- Liam Bartlett (2006-)
- Tara Brown (2001-)
- Liz Hayes (1996-)
- Peter Overton (2001-)

Su comentarista es:
- Peter Harvey (2003-)

### España
En España, varias cadenas autonómicas, emiten o han emitido el formato. Televisió de Catalunya y Canal Sur, emiten los miércoles «60 minuts» en El 33 y «60 minutos» en Canal Sur 2, dedicados a emitir algunos de los trabajos periodísticos más prestigiosos producidos en todo el mundo sobre temas de actualidad.
Euskal Telebista emitió el formato «60 minutos» entre 2011 y 2013, dedicando cada programa a un personaje o tema de actualidad. Telemadrid emitió durante 21 años, una adaptación del formato denominada «30 minutos».

### México
Producida por Televisa y conducida por el periodista Juan Ruiz Healy en su primera etapa de 1978 a 1984, fue el programa pionero en periodismo de investigación de la TV mexicana. Su primer director fue Félix Cortés Camarillo. Le sucedieron Gonzalo Carvajal, Graciela Leal, Andrés Díaz Zayas, Jorge Vargas Diez Barroso y  Jaime Maussan. Su lema "periodismo de fondo en televisión" fue muy famoso y logró grandes niveles de audiencia los domingos a las 23 horas. Fue todo un hito de la televisión mexicana. 
La serie terminó después de 17 años al aire en enero de 1995 y contó con audaces reporteros-investigadores, que después serían muy reconocidos y formarían proyectos independientes como:  Jaime Maussan, Miguel Bárcena, Miguel Ángel Collado, Jorge L. Castañeda, Guillermo Figueroa, Rafael Vyera Matuk, Victor Hugo Hernández, Jorge Ramos Ávalos,  Alfonso Teja Cunningham (Productor y conductor en Frecuencia TEC 94,4 FM), Lourdes Mendoza Rubio (Locutora en Radio 620 AM),  Salvador Alejandro González, Beatriz Evangelista, Santos Mondragón, Alberto Tinoco Guadarrama, José Martín Sámano y Sotero García Reyes (también reportero de El Heraldo de México y argumentista de Fantomas), entre otros.
Hubo algunas parodias en programas cómicos: en La carabina de Ambrosio por Alejandro Suárez con "60 monitos" y en Chiquilladas por Carlos Espejel con "60 segunditos".

### Nueva Zelanda
La versión neozelandesa de 60 Minutes se comenzó a emitir en el canal TV3 en 1989. En 1992 los derechos de 60 minutes fueron comprados por el canal TVNZ, que lo comenzó a emitir en 1993. En 2002 comenzó a emitir su propio programa de investigación llamado Sunday, por lo que 60 minutes fue cancelado. 60 minutes es transmitido nuevamente por la cadena TV3 y es presentado por Mike McRoberts, con la participación de Melanie Reid y Amanda Millar.

### Paraguay
La Emisora Red Guaraní (Canal 2) de Asunción, Paraguay, lleva la versión homónima de dicho noticiero estadounidense que iba a partir del 14 de marzo de 2005 y fue conducido por Pamela Zarza y Pablo Valdez y se emitió de lunes a viernes a las 12:30 p. m. (hora local). Se volvió a emitir el 1 de febrero de 2012 a las 11:00, también hora local de la mano de Bibiana Landó en la conducción.